# 10-es villamos (Szczecin)
A szczecini 10-es jelzésű villamos a Gumieńce – Brama Portowa – Las Arkoński útvonalon közlekedik. A 9,5 km hosszú vonalon 2012-ben indult meg a közlekedés. A vonalat a Tramwaje Szczecińskie közlekedteti a Zarząd Dróg i Transportu Miejskiego megrendelésére.

## Útvonala
| Las Arkoński felé | Gumieńce felé |
| --- | --- |
| Gumieńce - Kwiatowa – Ku Słońcu – Sikorskiego – Krzywoustego – Plac Zwycięstwa – Niepodległości – Wyzwolenia – Krasińskiego – Niemierzyńska – Arkońska - Las Arkoński | Las Arkoński - Arkońska – Niemierzyńska – Krasińskiego – Wyzwolenia – Niepodległości – Plac Zwycięstwa – Krzywoustego – Sikorskiego – Ku Słońcu - Okulickiego - Kwiatowa - Gumieńce |

## Megállóhelyek és átszállási lehetőségek
| 10 (Gumieńce – Las Arkoński) |                                        |                        |
| Megállóhely                  | Település                              | Átszállási kapcsolatok |
| Gumieńce                     | Gumieńce                               | Villamos               |
| Kręta1                       | Gumieńce                               | Villamos               |
| Kwiatowa                     | Gumieńce                               | Villamos               |
| Ku Słońcu                    | Świerczewo                             | Villamos               |
| Szkoła Salezjańska           | Świerczewo                             | Villamos               |
| Karola Miarki                | Świerczewo                             | Villamos               |
| Cmentarz Centralny           | Świerczewo                             | Villamos               |
| Osiedle Akademickie          | Turzyn                                 | Villamos               |
| Sikorskiego                  | Turzyn                                 | Villamos               |
| Plac Kościuszki              | Turzyn, Śródmieście-Zachód             | ,                      |
| Brama Portowa                | Stare Miasto                           | ,                      |
| Plac Żołnierza Polskiego     | Stare Miasto                           | ,                      |
| Plac Rodła                   | Centrum                                | ,                      |
| Rayskiego                    | Śródmieście Północ, Centrum            | ,                      |
| Odzieżowa                    | Śródmieście Północ                     | ,                      |
| Kołłątaja                    | Niebuszewo-Bolinko, Śródmieście Północ | ,                      |
| Krasińskiego                 | Niebuszewo-Bolinko                     | Villamos               |
| Muzeum Techniki              | Niebuszewo-Bolinko                     | Villamos               |
| Niemierzyńska Technopark     | Niebuszewo-Bolinko                     | Villamos               |
| Wszystkich Świętych          | Arkońskie-Niemierzyn                   | Villamos               |
| Arkońska Szpital             | Arkońskie-Niemierzyn                   | Villamos               |
| Tatrzańska                   | Arkońskie-Niemierzyn                   | Villamos               |
| Wojciechowskiego             | Arkońskie-Niemierzyn                   | Villamos               |
| Las Arkoński                 | Arkońskie-Niemierzyn                   | Villamos               |

1 - Gumieńce felé

## Járművek
A viszonylaton alacsony padlós PESA 120Na, valamint magas padlós Tatra KT4DtM villamosok közlekednek.
| Kép | Típus        | Gyártó | Gyártásban  |
| --- | ------------ | ------ | ----------- |
|     | Tatra KT4DtM | ČKD    | 1974 – 1997 |
|     | Pesa Swing   | Pesa   | 2010 – 2012 |